# Apertochrysa punctithorax
Apertochrysa punctithorax is een insect uit de familie van de gaasvliegen (Chrysopidae), die tot de orde netvleugeligen (Neuroptera) behoort. 
Apertochrysa punctithorax is voor het eerst wetenschappelijk beschreven door New in 1980.